# لئوناردو دوس سانتوس سیلوا
لئوناردو دوس سانتوس سیلوا (به پرتغالی: Leonardo dos Santos Silva) مهاجم اهل برزیل است که در شهر ریودو ژانیرو و در تاریخ ۲۱ اوت ۱۹۷۶ به دنیا آمده‌است.
لئوناردو دوس سانتوس سیلوا در تیم‌های فوتبال Groningen سابقهٔ حضور دارد.